# 高橋宏幸 (児童文学者)
高橋宏幸（たかはし ひろゆき、1923年-2010年）は、児童文学者、挿絵画家。
秋田県由利本荘市東由利老方に生まれる。旧下郷村立老方小学校、旧制秋田中学校（現秋田高校）卒業。在校中、全国中等柔道大会で準優勝。柔道は講道館五段。旧秋田鉱山学校（現秋田大学工学資源学部）卒業後、入隊。1943年から45年にかけ満州・千島に転戦。1946年小峰書店取締役初代編集長。退任後、日本初の出版プロダクションを設立。1972年「チロヌップのきつね」を機に作家となる。1990年の「オオカミ王ぎん星」で日本児童文芸家協会賞受賞。日本児童文芸家協会理事長、日本児童文芸家協会顧問、産経児童出版文化賞選考委員を務め、実作指導も行った。郷里の由利本荘市では高橋宏幸賞を設け、ウェブサイト上に美術館を開いている。

## 著書
- あぶないよちょっぴい しんごうはあお 金の星社 1970 (きんのほしストーリー絵本)
- チロヌップのきつね 金の星社 1972  のちフォア文庫
- かばのこブーブ 小峰書店 1974 (こみねこどものほん)
- ぼくのしっぽはパラシユート 金の星社 1974 (きんのほしストーリー絵本)
- そらにのぼったかさや 岩崎書店 1975 (母と子の絵本)
- おばこふき 小峰書店 1976.3 (こみね創作えほん)
- 八郎太 岩崎書店 1976.2 (母と子の絵本シリーズ)
- しろくろぐま 講談社 1976.11
- おさるのタンタン 金の星社 1977.5 (どうぶつえほん)
- かいぶつトコトコ 金の星社 1977.5 (どうぶつえほん)
- マルーラはまほうのき 金の星社 1977.3 (どうぶつえほん)
- アイスととりかえっこ 小峰書店 1977.12 (けんちゃんえほん)
- えほんからとびだせ 小峰書店 1977.12 (けんちゃんえほん)
- ふしぎなふしぎなみずたまり 小峰書店 1977.12 (けんちゃんえほん)
- ぞうくんのみつけたしごと 岩崎書店 1978.6 (ファミリーえほん)
- ちいさなたんぽぽさん 秋書房 1978.12
- まぼろしの大しか 金の星社 1978.12 (新しいえほん)
- 動物の国の民話 佑学社 1979.2 (世界の民話シリーズ)
- まいごのゴンベ 岩崎書店 1979.6 (ファミリーえほん)
- 七いろの雪 岩崎書店 1980.2 (新・創作絵本)
- おつきさんのめだまやき 岩崎書店 1980.3 (ピチピチえほん)
- イルカのピーター・パン 太平出版社 1980.5 (太平けっさく童話)
- いぬぼえの森 コーキ出版 1980.11
- おしっこおばけ 岩崎書店 1981.1 (ピチピチえほん)
- あけてみようよ 岩崎書店 1981.7 (いわさきベビーブックス)
- だあれかな? 岩崎書店 1981.7 (いわさきベビーブックス)
- だいすきなママ 岩崎書店 1981.7 (いわさきベビーブックス)
- のってみたいな 岩崎書店 1981.7 (いわさきベビーブックス)
- みつけたみつけた 岩崎書店 1981.7 (いわさきベビーブックス)
- かしこい母さんギツネ 太平出版社 1981.8 (ひろゆきおはなし動物記)
- 三びきのイイズナ 太平出版社 1981.8 (ひろゆきおはなし動物記)
- かわいいおばけのモモンガ 太平出版社 1981.11 (ひろゆきおはなし動物記)
- とんまでりこうなたぬき 太平出版社 1982.2 (ひろゆきおはなし動物記 )
- いいかおどんなかお 岩崎書店 1982.7 (いわさきベビーブックス)
- さあどうなるか? 岩崎書店 1982.7 (いわさきベビーブックス)
- できるかなできるかな 岩崎書店 1982.7 (いわさきベビーブックス)
- なにがあるかな 岩崎書店 1982.7 (いわさきベビーブックス)
- のりものごーごー 岩崎書店 1982.7 (いわさきベビーブックス)
- ひみつのチャンネル PHP研究所 1982.12 (こころの幼年童話)
- ぼく、UFOにのったよ 佑学社 1983.3
- クイズからだのなかのだいじなとこは? 岩崎書店 1983.7 (二どひらくクイズ絵本)
- クイズなんのおと? 岩崎書店 1983.7 (二どひらくクイズ絵本)
- クイズなんのかげ? 岩崎書店 1983.7 (二どひらくクイズ絵本)
- チロヌップのにじ 金の星社 1983.11
- きかんしゃきゅうべえ ポプラ社 1984.8 (絵本・おはなしのひろば)
- 燃えろあかつきの星 柔道の発展につくした男たち PHP研究所 1984.5 (PHPこころのノンフィクション)
- いぬぼえとうげ PHP研究所 1984.10 (PHPのえほん)
- おなじでもちがうことば ポプラ社 1985.5 (えあわせえほん)
- おはなしあいうえお ポプラ社 1985.5 (えあわせえほん)
- にていてもちがうことば ポプラ社 1985.5 (えあわせえほん)
- したからよんでもおんなじ ポプラ社 1985.6 (えあわせえほん)
- はんたいことば ポプラ社 1985.6 (えあわせえほん)
- チロヌップの子さくら 金の星社 1986.6
- 高橋宏幸の手づくり絵本の入門 明治図書出版 1986.8 (シリーズ・集まれ!子どもの広場
- ぷるるるるももんが 佼成出版社 1986.11
- たぬきのタンタきゅうきゅうしゃにのる 岩崎書店 1989.2 (えほん・おもしろランド)
- マンモス少年ヤム 小峰書店 1990.5 (ロマン絵物語 1)
- ローランの王女 小峰書店 1990.6 (ロマン絵物語 2)
- オオカミ王ぎん星 小峰書店 1990.7 (ロマン絵物語 3)
- ヤマトタケル ひくまの出版 1991.2 (新しい日本の伝記)
- 源頼朝 ひくまの出版 1991.4 (新しい日本の伝記)
- ベートーベン 運命への挑戦 音楽之友社 1992.10 (ジュニア音楽ブックス)
- こわさ120%超怪談!! 全10巻 神戸淳吉共著 ポプラ社 1993-94
- はじめての総理大臣-伊藤博文 小西正保共著 岩崎書店 1993.4 (伝記・人間にまなぼう)
- 日本の怪奇伝説博物館 くもん出版 1996.9 (ミステリーファイル)
- 世界でたった一冊の絵本づくり 日本貿易出版社 2002
- いそげいそげ 新風舎 2004.11
- 兵隊エレジー 新風舎 2005.2
- 氷の海に8時間 ある兵士の死とのたたかい PHP研究所 2005.7 (PHPにこにこえほん)
- タイムスリップ 明石書店 2006.10